# Élisabeth Daynès
Élisabeth Daynès, née le 6 avril 1960 à Béziers, dans le département de l'Hérault, est une sculptrice et plasticienne française. Elle est spécialisée  dans la reconstitution d'humains préhistoriques et a réalisé des sculptures en pied ou en buste pour de nombreux musées du monde, qu'ils soient de préhistoire ou d'histoire naturelle, avec en particulier des Hominina souvent réalisés en silicone par dermoplastie, ce qui lui vaut le titre de « paléoartiste » ou « paléoplasticienne ».

## Biographie

### Débuts artistiques
Après des cours de dessin et de peinture dans un atelier durant son enfance, elle intègre la troupe de la Salamandre au théâtre du Nord. Là, elle y crée des maquillages et des masques pour les pièces jouées. Après être passée aux effets spéciaux et avoir appris à maitriser la résine, le silicone, les colorants et la faïence, elle installe son atelier parisien en 1984.

### Parcours professionnel
La spécialisation d'Élisabeth Daynès dans les reconstitutions d'Hominina et d'hommes préhistoriques débute en 1988 avec la commande d'un mammouth et d'hommes du Magdalénien par le musée du Thot, à Montignac-Lascaux, commune où se trouve la grotte de Lascaux.
Sa notoriété devient nationale avec l'ouverture en 1991 du musée de Tautavel qui présente quelques-unes de ses réalisations. En 1996 et 1997, elle se perfectionne en anatomie avec Jean-Noël Vignal, anthropologue médico-légal à l'Institut de recherche criminelle de la Gendarmerie nationale.
À partir de 1997, sa renommée est internationale avec l'exposition de ses œuvres dans plusieurs musées du monde, comme une première Lucy à Mexico et une seconde à New York, le couple de Dmanissi en Géorgie, un « penseur » inspiré de celui de Rodin mais vieux de 200 000 ans en Allemagne, etc. Sa renommée et son talent obtiennent leur consécration en 2006 avec son buste de Toutânkhamon en couverture du National Geographic. L'exposition le présentant, entre autres pièces, à Los Angeles et Chicago attire de très nombreux visiteurs.
Elle contribue à une exposition au Musée de l'Homme à Paris en 2018-2019, avec la reconstitution, dans une « salle des préjugés », d'une adolescente de Néandertal de 13 ans, 1,60 m, la tête ronde, le front pas très haut, certes, mais une adolescente habillée par agnès b. : « On ne serait pas choqué de la croiser dans le métro. Elle est un peu petite, c'est vrai, mais à part ça, pas grand-chose pour nous différencier », commente la préhistorienne Marylène Patou-Mathis.
L'exposition annuelle 2012 du musée départemental de Préhistoire d'Île-de-France de Nemours, intitulée « L’identité retrouvée, les reconstructions anatomiques d’Élisabeth Daynès », est une rétrospective de ses travaux.

## Publications
- Élisabeth Daynès, L’identité retrouvée : Les Reconstructions anatomiques d’Élisabeth Daynès, Nemours, Éditions d’Art /Département de Seine-et-Marne, 2011, 156 p. (ISBN 978-2-916373-44-7), préface d’Yves Coppens